# Rusty Joiner
Jason Russell „Rusty“ Joiner (* 11. Dezember 1972 in Montgomery, Alabama) ist ein US-amerikanischer Schauspieler und Model.

## Leben und Karriere
Geboren in Montgomery in Alabama, wuchs Joiner in Atlanta in Georgia auf. Nach dem Schulabschluss besuchte er für vier Jahre die Georgia Southern University in Statesboro. Er war Mitglied im dortigen Turnverein und aktiv in verschiedenen Sportarten. Während dieser Zeit wurde er von einem Modelscout entdeckt und verbrachte Zeit mit Shootings in Paris, Mailand und auch Südamerika. Der 1,80 Meter große Joiner modelte unter anderen für Prada, Abercrombie & Fitch, American Eagle Outfitters, Levis und Powerade. Weitere Auftraggeber waren Pepsi, Honda und Budweiser.
Erstmals war er 2000 in einer Episode in der Sitcom Chaos City zu sehen. Nach vier Jahren Abstinenz vom Filmbusiness war er 2004 in einer Episode der Fernsehserie CSI: Miami und in der Komödie Voll auf die Nüsse zu sehen. Danach folgten Auftritte in einzelnen Folgen der Serien Dr. Vegas, Emergency Room – Die Notaufnahme, Bones – Die Knochenjägerin, Close to Home und The Closer. 2007 war er Teil des Ensembles von Resident Evil: Extinction. Im 2013 erschienenen Film Orc Wars hatte er erstmals eine Hauptrolle inne.
Joiner ist seit Juli 2008 mit Charity Walden Joiner verheiratet. Sie haben ein gemeinsames Kind.

## Filmografie
- 2000: Chaos City (Fernsehserie, Episode 5x08)
- 2004: CSI: Miami (Fernsehserie, Episode 2x22)
- 2004: Voll auf die Nüsse (Dodgeball: A True Underdog Story)
- 2004: Dr. Vegas (Fernsehserie, Episode 1x03)
- 2004: Emergency Room – Die Notaufnahme (ER, Fernsehserie, Episode 11x08)
- 2005: Bones – Die Knochenjägerin (Bones, Fernsehserie, Episode 1x04)
- 2005: The Commuters
- 2006: Idol
- 2007: Close to Home (Fernsehserie, Episode 2x19)
- 2007: The Closer (Fernsehserie, Episode 3x08)
- 2007: Resident Evil: Extinction
- 2009: Absolute Evil
- 2009: Zeit der Sehnsucht (Days of Our Lives, Fernsehserie)
- 2009: Girls United – Gib Alles! (Bring It On: Fight to the Finish)
- 2010: Melrose Place (Fernsehserie, 2 Episoden)
- 2012: Love Stories (Stuck in Love)
- 2012: Last Ounce of Courage
- 2013: Orc Wars (Dragonfyre)
- 2013: Four Senses
- 2014: Prey
- 2014: Behaving Badly – Brav sein war gestern (Behaving Badly)
- 2018: My Teacher, My Obsession